# Danilova kosa
Danilova kosa je opšti rezervat prirode u zapadnoj Srbiji, opština Krupanj, sa površinom od 6.7 hektara. Deo planine Boranje stavljen je pod zaštitu pod imenom Danilova kosa i dobio je status zaštićenog prirodnog dobra od izuzetnog značaja, odnosno zaštićeno prirodno dobro prve kategorije. Vlada Republike Srbije je na predlog Ministarstva za zaštitu zivotne sredine na sednici 14. 2. 2008. godine donela uredbu o zaštiti Opšteg rezervata prirode.
Ovaj rezervat je stavljen pod zaštitu da bi se očuvala izvorna šumska zajednica planinske bukve, autohtone vrste, gde stabla dostižu starost od preko 200 godina, kao i stanište drugih biljnih i životinjskih vrsta.

## Fizičko-geografske karakteristike
Rezervat prirode Danilova kosa se nalazi u zapadnoj Srbiji, na području planine Boranja. Smeštena je na teritoriji opštine Krupanj, i njegova površina iznosi 6,73 ha.

## Flora i fauna
Rezervat je stavljen pod zaštitu kao prirodno dobro prve kategorije, a u njemu se nalazi izvorna šumska zajednica planinske bukve Fagus, u kojoj dominira bukva sa istaknutim primercima stabala starosti duže od 200 godina. U rezervatu je i stanište brojnih biljnih vrsta kao što su zelenika, rebrača, kostrika i druge, kao i vrste ptica crna žuna, kratkokljuni puzić, mišar i druge i koje su u interesu nauke, obrazovanja i kulture zaštićene kao prirodne retkosti.

## Spoljašnje veze
- Zaštita rezervata prirode "Danilova kosa" kod Krupnja